# 番組対抗Qイズ謎語
『番組対抗Qイズ謎語』（ばんぐみたいこうクイズクイズ）は、1992年4月3日から1993年3月26日までテレビ朝日で放送されたクイズ番組であり、番組宣伝用の広報番組。放送時間は毎週金曜 15:00 - 15:55 (JST) 。

## 概要
当時のテレビ朝日系列の人気番組の出演者たちが、番組ごとにチームを組んでクイズ対決をしていた番組。主なゲームに、映像クイズ、チャンスタイムルーレット、一発逆転クイズなど。
チーム席は赤色、青色にそれぞれ分かれ、出場チームは主に当時放送されていたドラマ、バラエティ番組、報道・情報系番組が中心だった（例：『やじうまワイド』対『CNNヘッドライン』など）。
番組冒頭に当時のテレビ朝日キャンペーンキャッチコピー「ITSUMO（いつも。）」（末期には「On.TV Asahi」）のCM映像が流れた後にオープニングに入り、パンダのキャラクターが登場して中国語と日本語を混ぜたようなナレーションを経て、司会の保坂正紀アナウンサー（当時）と鈴木淑子が登場して挨拶し、チーム紹介とルール説明などをしていた。
番組は当初から1992年度の1年間の放送予定であったため、1993年度の番組改編とそれに伴うキャンペーン変更ゆえ、1993年3月26日をもって1年間の放送を終了した。同年4月2日より、同枠で情報番組『気分はOn』（司会：生島ヒロシ、篠田潤子）が開始され、1994年3月まで放送された。

## 出演者
司会
- 保坂正紀（テレビ朝日アナウンサー：当時）
- 鈴木淑子

ナレーション
- SHINGO

## 備考
- 夏休み中および15時枠に特別番組が編成された場合などに、10:30-11:30の枠に繰り上げて放送されていた[1]。通常は提供スポンサーがつかなかったが、10:30に繰り上げの場合のみ提供スポンサーがついていた。
  - 1992年11月27日には貴花田（現：貴乃花親方）と宮沢りえの婚約発表会見[2]を特別番組として放送する関係上[3]、これが適用された。
- 夏休み等には、放送当時の子供向け人気アニメ・特撮番組による対決が行われたことがある。
  - 夏休み期間中の1992年8月7日放送の回では『恐竜戦隊ジュウレンジャー』チームと『特捜エクシードラフト』チームによる対決が行われた。なお当日は通常枠ではなく10:30-11:25の枠での放送だった。
  - 1993年1月8日放送の回ではアニメ大会が行われ、その回での出演番組は、開始して間もない『南国少年パプワくん』（パプア役の田中真弓、シンタロウ役の緑川光ほか）と『美少女戦士セーラームーン』（月野うさぎ役の三石琴乃、地場衛役の古谷徹、火野レイ役の富沢美智恵）だった。
  - 1993年2月18日放送の回では当時の新番組だった『五星戦隊ダイレンジャー』チームと『特捜ロボジャンパーソン』チームによる対決が行われた。
- 鈴木淑子が出演できない時、篠田潤子（テレビ朝日アナウンサー：当時）が代役を務めたことがある。
- 1993年3月26日放送の最終回は西武園ゆうえんちの野外ステージで収録が行われ、1993年4月期の新番組出演者らがクイズに挑戦した。また最終回のエンディングでは桜っ子クラブによるスペシャルライブが行われた。
- 保坂正紀は1999年に広報局へ異動するまで、テレビ朝日の局アナウンサーとして下記に挙げた広報部制作番組の何本かの司会を担当した。

## 当時のテレビ朝日キャンペーンキャッチコピー
- 1992年 ITSUMO（いつも。）：テーマ曲にジョン・レノンの「イマジン」を起用。
- 1993年 On. Tv Asahi：和服美人のアニメの春、夏、秋、冬バージョンがあった。

## テレビ朝日広報部の製作番組（年度別）
☆印は保坂が担当していた番組。
金曜日時代
- 1988年 ファンTV
- 1989年 週刊てれびタイム（司会：宮川泰）
- 1990年 てれびZOO☆
- 1991年 芸能ワイド情報ギュッ→芸能情報W☆
- 1992年 番組対抗Qイズ謎語（本項で詳述）☆
- 1993年 気分はOn（司会：生島ヒロシ、篠田潤子※）
- 1994年 金曜日のバラ（司会：生島ヒロシ、大下容子※）
- 1994年 TVぶらんち（司会：角澤照治※→峰竜太、大下容子※）
- 1995年 峰竜太の元気一番!
- 1996年 峰竜太の金曜まがじん5時ら

※はテレビ朝日アナウンサー（当時。角澤、大下は現在も現職）
金曜撤退後
- 1996年 特捜TV!ガブリンチョ（出演：田代まさし、安西ひろこほか、不定期→土曜）
- 2001年 テレビ王（出演：中島知子、加藤明日美ほか）
- 2003年 てんこもり（出演：勝俣州和、ほか）（不定期、土曜15:30 - 16:30）
- 2006年 ぷれミーヤ!（てんこもりを毎週放送に昇格・リニューアル、土曜15:30 - 16:30）

5分番宣
- 1977年 - 1990年代 「我が家の友だち」「ミニミニ情報席」「ミニミニ招待席」「TVおもしろカタログ」「TVホットすぽっと」など
- 1993年 - 1995年 「TVぱびりOn（→TVぱびりおん）」